# Žárový hřbet
Žárový hřbet je pohoří v Hrubém Jeseníku jihozápadně od Vrbna pod Pradědem. Nejvyšším vrcholem je Žárový vrch (1101 m n. m.), který je zároveň nejvyšším vrcholem Vrbenské vrchoviny. Celé pohoří se nachází v CHKO Jeseníky.

## Popis pohoří
Celé pohoří je poseto množstvím skal. Pramení zde mnoho potoků zásobujících Bílou a Střední Opavu. Západně pod Žárovým vrchem je přírodní rezervace Jelení bučina, která patří do 4., tedy nejpřísnější kategorie chráněných území. Na většinu vrcholů nemíří žádná turistická značka, někde dokonce nevedou ani cesty.

### Horské chaty
Chata Neděle, Sedlová bouda a Pytlácká chata.

## Seznam hlavních vrcholů
| Pořadí | Vrchol          | Nadmořská výška |
| ------ | --------------- | --------------- |
| 1      | Žárový vrch     | 1101            |
| 2      | Lyra            | 1099            |
| 3      | Pytlácké kameny | 1027            |
| 4      | Rolandův kámen  | 936             |
| 5      | Zámecká hora    | 854             |
| 6      | Na Vyhlídce     | 847             |